# Kenny Golladay
Kenny Golladay (Chicago, 3 novembre 1993) è un giocatore di football americano statunitense che milita nel ruolo di wide receiver nella National Football League  (NFL).

## Carriera

### Detroit Lions
Golladay al college giocò a football alla North Dakota University (2012-2013) e alla Northern Illinois University (2015-2016). Fu scelto nel corso del terzo giro (96º assoluto) nel Draft NFL 2017 dai Detroit Lions. Debuttò come professionista il 10 settembre contro gli Arizona Cardinals, ricevendo 4 passaggi per 69 yard e 2 touchdown dal quarterback Matthew Stafford nel quarto periodo.

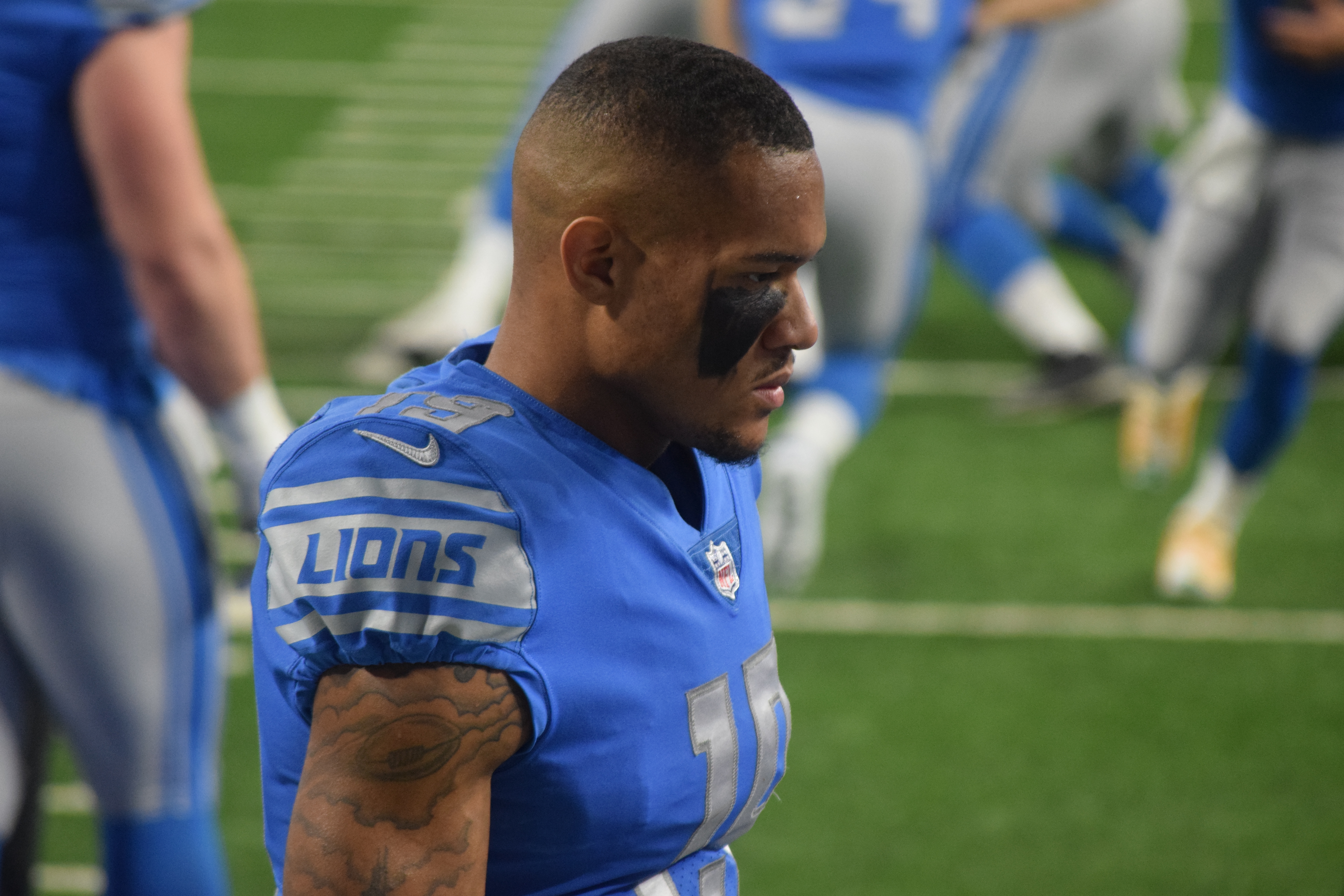
Golladay con i Lions nel 2018

Golladay iniziò la sua seconda stagione professionista con 7 ricezioni per 114 yard nella sconfitta contro i New York Jets. Dopo quella partita andò 
a segnò in tre delle successive quattro gare. Dopo la cessione di Golden Tate ai Philadelphia Eagles a metà stagione divenne il ricevitore primario della squadra. Nel 15º turno ricevette un massimo stagionale di 146 yard contro i Buffalo Bills superando per la prima volta le 1.000 yard.
Nel 2019, Golladay guidò la NFL con 11 touchdown su ricezione, chiudendo con 65 passaggi ricevuti per 1.190 yard e venendo convocato per il suo primo Pro Bowl al posto dell'infortunato Chris Godwin.
Nel 2020, Golladay perse le prime due partite per un problema al tendine del ginocchio. Tornò in campo nella settimana 3 andando subito a segno nella vittoria sugli Arizona Cardinals.

### New York Giants
Il 20 marzo 2021, Golladay firmò con i New York Giants un contratto quadriennale del valore di 72 milioni di dollari. Tuttavia faticò nella prima stagione con la nuova squadra non segnando alcun touchdown e terminando con 37 ricezioni per 521 yard.
Il 28 febbraio 2023 Golladay fu svincolato dopo due stagioni deludenti.

## Palmarès
- Convocazioni al Pro Bowl: 1

2019
- Leader della NFL in touchdown su ricezione: 1

2019